# Dwór w Chotowie
Dwór w Chotowie, wsi w gminie Nowe Skalmierzyce, powiat ostrowski.

## Historia dworu
Pierwsze przekazy pisemne dotyczące Chotowa pojawiają się w 1403 roku. Na przełomie wieków XVI i XVII wieś podzielona była pomiędzy Rokossowskich i Węgierskich herbu Wieniawa. We wsi istniały wtedy dwa dwory. Z czasem cały majątek znalazł się w posiadaniu Węgierskich, do których należał do końca XVIII wieku.
Budowa klasycystycznego dworu przypisywana jest Ignacemu Wyganowskiemu herbu Łodzia, sędziemu Trybunału Królestwa Polskiego, lub następnym właścicielom, państwu Lisieckim herbu Drya. Mieszkali oni w Chotowie do lat 70. XIX wieku.
Kolejnymi posiadaczami Chotowa są Bronikowscy, Czapscy i Chłapowscy. Następnie majątek kupują Niemojewscy herbu Wierusz. Jan Niemojewski powiększył dwór o piętrowe skrzydło boczne. W 1921 r. spadkobiercy Niemojewskiego sprzedali dom. Ostatnim właścicielem posiadłości przed II wojną światową był Witold Cybylski.

## Architektura dworu
Jest to niewielki, parterowy budynek klasycystyczny. Południowa, frontowa ściana budynku ozdobiona jest portykiem wspartym na czterech toskańskich kolumnach.
Dwór otoczony był parkiem krajobrazowym, niezachowanym obecnie w oryginalnym stanie. Ogród przecinała sieć krzyżujących się alejek. Elewacja frontowa poprzedzona była eliptycznym gazonem.
W 1989 roku dwór wraz z parkiem został wpisany do rejestru zabytków województwa wielkopolskiego.

## Dwór obecnie
Obecnie we dworze mieści się hotel oraz restauracja.